# 一橋大学大学院ソーシャル・データサイエンス研究科・ソーシャル・データサイエンス学部
一橋大学大学院ソーシャル・データサイエンス研究科（ひとつばしだいがくだいがくいんそーしゃるでーたさいえんすけんきゅうか、英: Graduate School of Social Data Science, SDS）は、一橋大学に2023年に設置された、社会科学とデータサイエンスを融合した研究・教育を行う研究科である。
また、一橋大学ソーシャル・データサイエンス学部（ひとつばしだいがくそーしゃるでーたさいえんすがくぶ、英: Faculty of Social Data Science, SDS）は、一橋大学に設置される学部のひとつである。
大学院ソーシャル・データサイエンス研究科及びソーシャル・データサイエンス学部は一体となって運営されているため、本記事で併せて解説する。

## 概要
一橋大学ソーシャル・データサイエンス（SDS）学部・研究科は、2023年に一橋大学に設置された学部・研究科である。データサイエンスを社会科学の問題解決のために応用する研究・教育を行っている。
一橋大学としては、法学部及び社会学部が1951年に設立されて以来、72年ぶりの新学部設立となった。
学部1学年の定員は60人。商学、経済学、法学、社会学といった一橋大学が従来扱ってきた社会科学の専門知識を基盤としつつ、情報科学、統計学、人工知能などのデータサイエンスの専門的な手法を学ぶことができる。

### 年表
- 2023年 - ソーシャル・データサイエンス学部及びソーシャル・データサイエンス研究科博士前期課程を設置[6]
- 2025年 - ソーシャル・データサイエンス研究科博士後期課程を設置[7]